# Cayeux-sur-Mer
Cayeux-sur-Mer é uma comuna francesa na região administrativa de Altos da França, no departamento de Somme. Estende-se por uma área de 26,29 km². Em 2010 a comuna tinha 2 494 habitantes (densidade: 94,9 hab./km²).

## História
Tem noticias da cidade atè em 1005. Neste tempo, Ricardo I da Normandia, começou conquistar a região, atacando Pendé.
Em 1653 e nel 1727 dois incendios destruiram a cidade. O faro, foi destruido pelas tropas alemãs em 1944.

## Monumenti e luoghi d'interesse
- Igreja de São Pedro principe dso apóstolos, 12° século; aquela atual è de 1902.

- A praia, que tem mais de 400 cabines para os turistas[3].

## Galería fotográfica

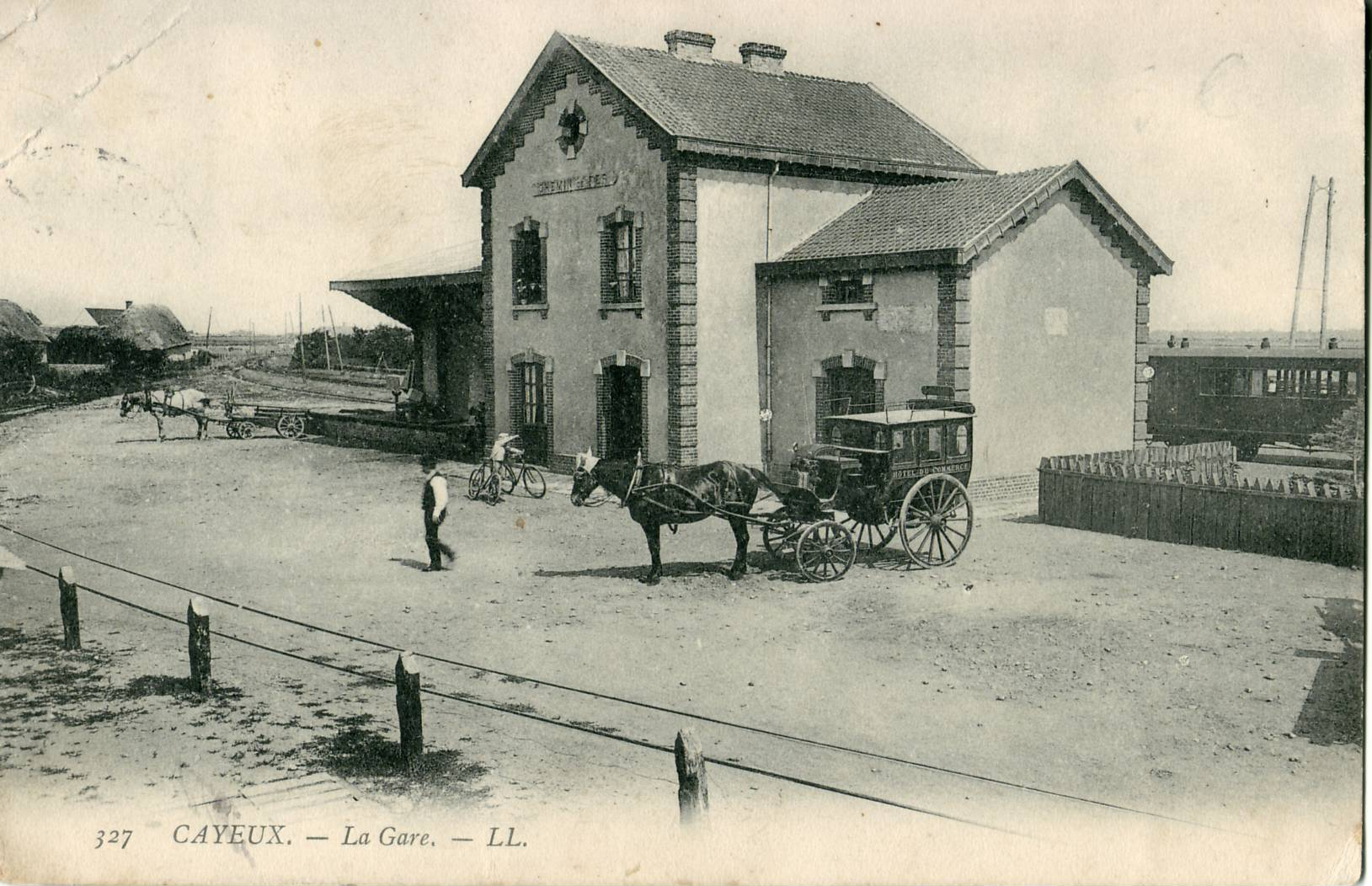
A velha estação de trem
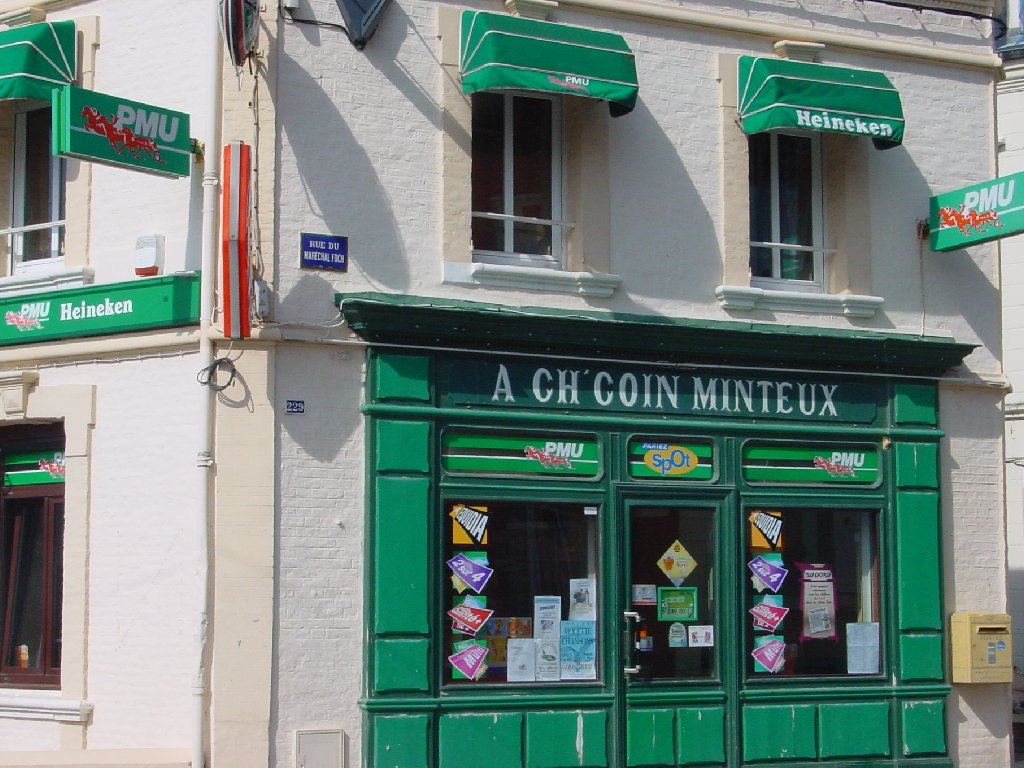
Placa de um Café em piccardo, em Cayeux
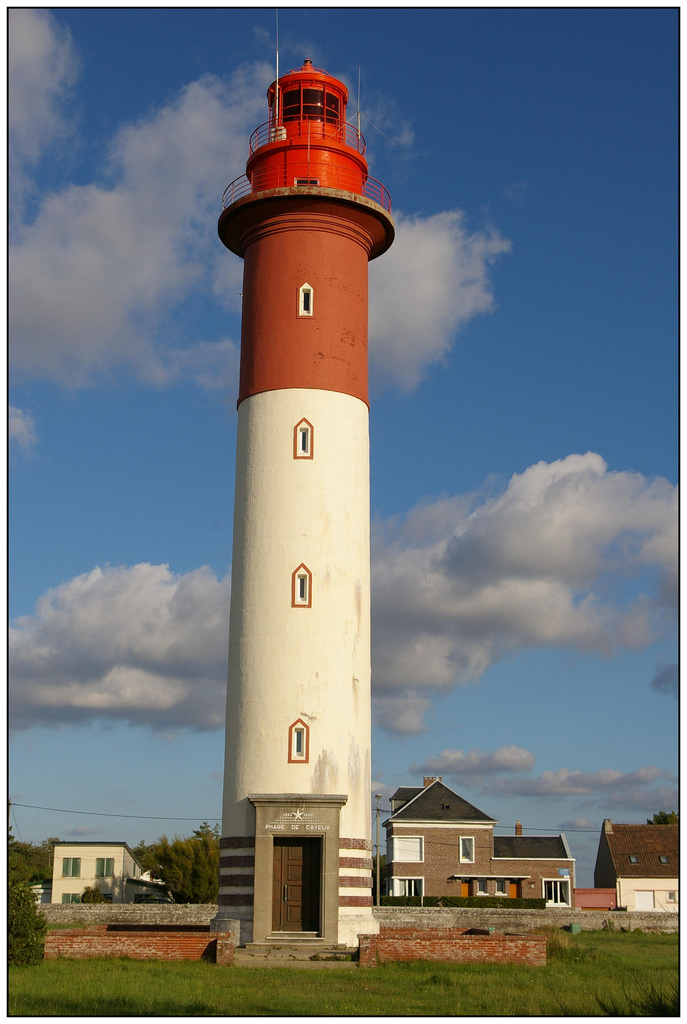
O faro de Cayeux, em Brighton-les-Pins.
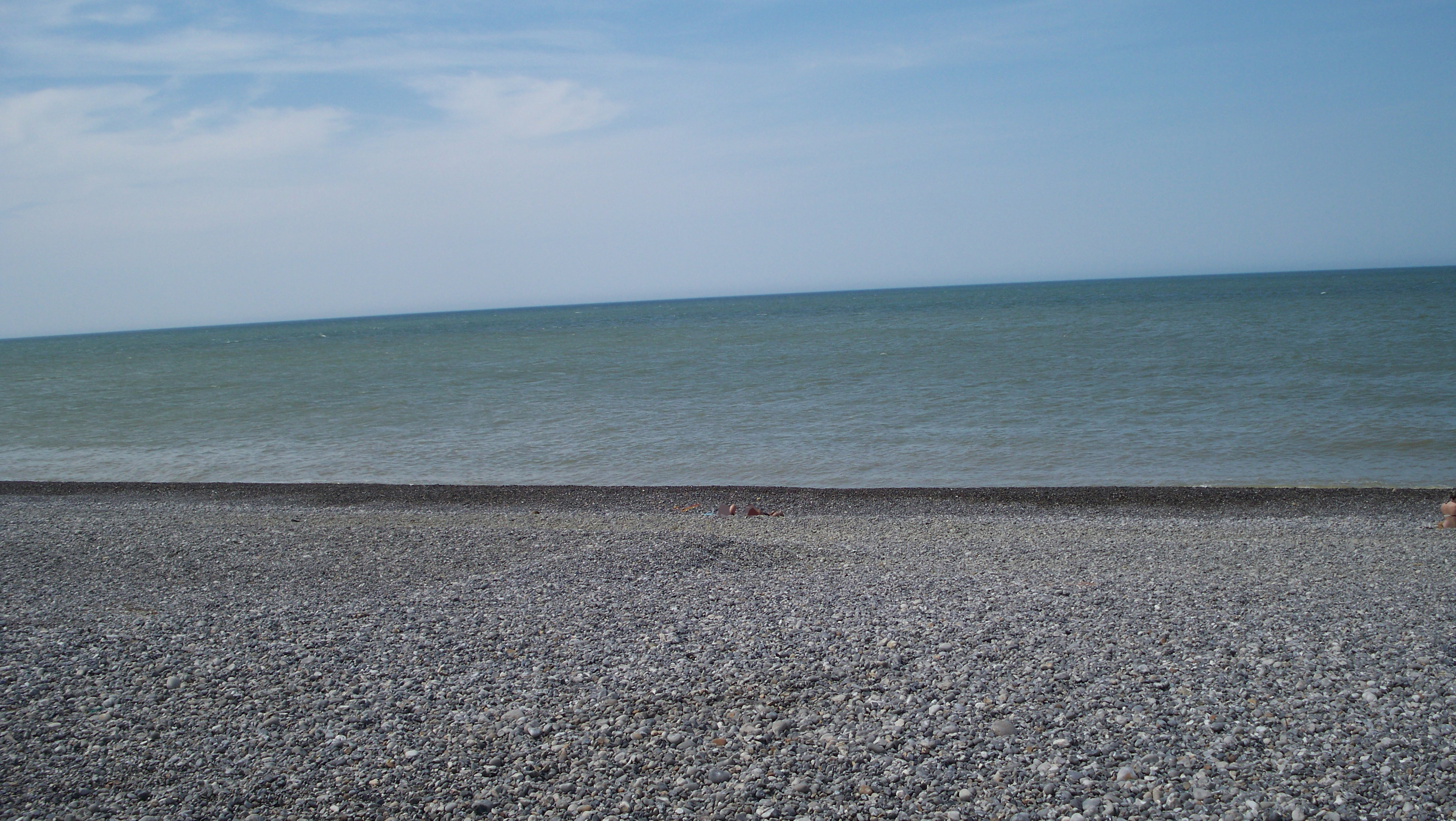
A praia

## Conexões externas
- Site oficial
- Cayeux-sur-Mer, Turismo em Cayeux